# بخش کانتون (شهرستان استارک، اوهایو)
بخش کانتون (به انگلیسی: Canton Township) یک منطقهٔ مسکونی در ایالات متحده آمریکا است که در شهرستان استارک، اوهایو واقع شده‌است.
 بخش کانتون ۶۵٫۵ کیلومتر مربع مساحت و ۱۳٬۸۸۲ نفر جمعیت دارد و ۳۰۶ متر بالاتر از سطح دریا واقع شده‌است.